# Distrito electoral federal 6 de Jalisco
El Distrito electoral federal 6 de Jalisco es uno de los 300 distritos electorales en los que se encuentra dividido el territorio de México para la elección de diputados federales y uno de los veinte en los que se divide el estado de Jalisco. Su cabecera es la localidad de Zapopan.
Desde la distribución de 2017, se ubica en el sector norte del municipio de Zapopan.

## Distritaciones anteriores

### Distritación 1978 - 1996
Con la distritación de mayo de 1978, el distrito 6 se estableció en el sector Reforma de la ciudad de Guadalajara.

### Distritación 1996 - 2005
En la distribución de agosto de 1996, el distrito 6 fue establecido en Zapopan, abarcando las zonas noroeste y sureste, abarcando 119 secciones electorales.

### Distritación 2005 - 2017
En la distritación de 2005, Zapopan continuó como cabecera del distrito, en la zona este, centro y norte del municipio, conformado por 122 secciones electorales.

## Diputados por el distrito
| Diputado                             | Grupo parlamentario | Legislatura       | Periodo     |
| ------------------------------------ | ------------------- | ----------------- | ----------- |
| Estanislao Castañeda                 |                     | IV V              | 1867 - 1871 |
| Vacante                              | Vacante             | VI                | 1871 - 1873 |
| Estanislao Castañeda                 |                     | VII VIII          | 1873 - 1878 |
| Vacante                              | Vacante             | IX                | 1878 - 1880 |
| Eduardo Rincón Gallardo              |                     | X                 | 1880 - 1882 |
| Rufino Gaxiola (Suplente)            |                     | XI                | 1882 - 1884 |
| Antonio Z. Balandrano                |                     | XII               | 1884 - 1886 |
| Darío Balandrano                     |                     | XIII              | 1886 - 1888 |
| Eduardo Rincón Gallardo              |                     | XIV               | 1888 - 1890 |
| Joaquín M. Escoto                    |                     | XV XVI XVII XVIII | 1890 - 1898 |
| Bartolomé Carbajal y Rosas           |                     | XIX XX XXI XXII   | 1898 - 1906 |
| Vacante                              | Vacante             | XXIII             | 1906 - 1908 |
| Jesús Monjaraz                       |                     | XXIV XXV          | 1908 - 1912 |
| Zenón de la Torre (Suplente)         |                     | XXVI              | 1912 - 1913 |
| Bruno Moreno                         |                     | Constituyente     | 1916 - 1917 |
| Manuel Dávalos Ornelas               |                     | XXVII             | 1917 - 1918 |
| José Guadalupe de Anda               |                     | XXVIII            | 1918 - 1920 |
| Gumaro Villalobos                    |                     | XXIX              | 1920 - 1922 |
| Francisco Z. Moreno                  |                     | XXX               | 1922 - 1924 |
| David Orozco                         |                     | XXXI XXXII        | 1924 - 1928 |
| David Orozco                         | PRJ                 | XXXIII            | 1928 - 1930 |
| Esteban García de Alba               |                     | XXXIV             | 1930 - 1932 |
| Clemente Sepúlveda                   |                     | XXXV              | 1932 - 1934 |
| Rafael Anaya                         |                     | XXXVI             | 1934 - 1937 |
| Rodolfo Delgado                      |                     | XXXVII            | 1937 - 1940 |
| Felipe R. Díaz Rodríguez             |                     | XXXVIII           | 1940 - 1943 |
| Ignacio Luis Velázquez de la Peña    |                     | XXXIX             | 1943 - 1946 |
| Arturo Guzmán Mayagoita              |                     | XL                | 1946 - 1949 |
| Guillermo Ramírez Valadez            |                     | XLI               | 1949 - 1952 |
| Jesús Cordero Mendoza                |                     | XLII              | 1952 - 1955 |
| Francisco Rodríguez Gómez            |                     | XLIII             | 1955 - 1958 |
| Tito Padilla Lozano                  |                     | XLIV              | 1958 - 1961 |
| Francisco Rodríguez Gómez            |                     | XLV               | 1961 - 1964 |
| Raúl Álvarez Gutiérrez               |                     | XLVI              | 1964 - 1967 |
| Alfonso de Alba Martín               |                     | XLVII             | 1967 - 1970 |
| Rubén Moheno Velasco                 |                     | XLVIII            | 1970 - 1973 |
| Héctor Castellanos Torres            |                     | XLIX              | 1973 - 1976 |
| Rigoberto González Quezada           |                     | L                 | 1976 - 1979 |
| Juan Diego Castañeda Ceballos        |                     | LI                | 1979 - 1982 |
| Luis Garfías Magaña                  |                     | LII               | 1982 - 1985 |
| Jorge Sanromán Quiñones              |                     | LIII              | 1985 - 1988 |
| Julián Orozco González               |                     | LIV               | 1988 - 1991 |
| Juan Alfonso Serrano González        |                     | LV                | 1991 - 1994 |
| Emma Muñoz Covarrubias               |                     | LVI               | 1994 - 1997 |
| Felipe Vicencio Álvarez              |                     | LVII              | 1997 - 2000 |
| Germán Arturo Pellegrini Pérez       |                     | LVIII             | 2000 - 2003 |
| Gonzalo Moreno Arévalo               |                     | LIX               | 2003 - 2006 |
| Joel Arellano Arellano               |                     | LX                | 2006 - 2009 |
| Jorge Humberto López Portillo Basave |                     | LXI               | 2009 - 2012 |
| Abel Salgado Peña                    |                     | LXII              | 2012 - 2015 |
| Mirza Flores Gómez                   |                     | LXIII             | 2015 - 2018 |
| Fabiola Loya Hernández               |                     | LXIV              | 2018 - 2021 |
| Manuel Herrera Vega                  |                     | LXV               | 2021 -      |